# Bryan Burk
Bryan Burk (30 de diciembre de 1968) es un productor de cine y televisión estadounidense. Más conocido por su trabajo como productor de las películas de su amigo J.J. Abrams.

## Biografía

### Carrera
Tras graduarse en USC's School of Cinema-Television, Brian Burk empezó su carrera trabajando con los productores Brad Weston en Columbia Pictures, Ned Tanen en Sony Pictures y John Davis en Fox. En 1995, empezó a trabajar en la serie nominada a un Emmy James Dean y produjo NFL: A Love Story.
Ha colaborado con J.J. Abrams y producido varios de sus shows de televisión como Alias, Six Degrees, What About Brian y Lost.
Junto a J.J. Abrams también ha producido múltiples películas desde Cloverfield del 2008, luego siguieron Star Trek, Morning Glory, Super 8, Misión imposible: Protocolo fantasma, Star Trek: en la oscuridad, Misión imposible: Nación secreta, Star Wars: Episodio VII - El despertar de la Fuerza, 10 Cloverfield Lane, Star Trek Beyond, entre otras .

## Filmografía

### Cine

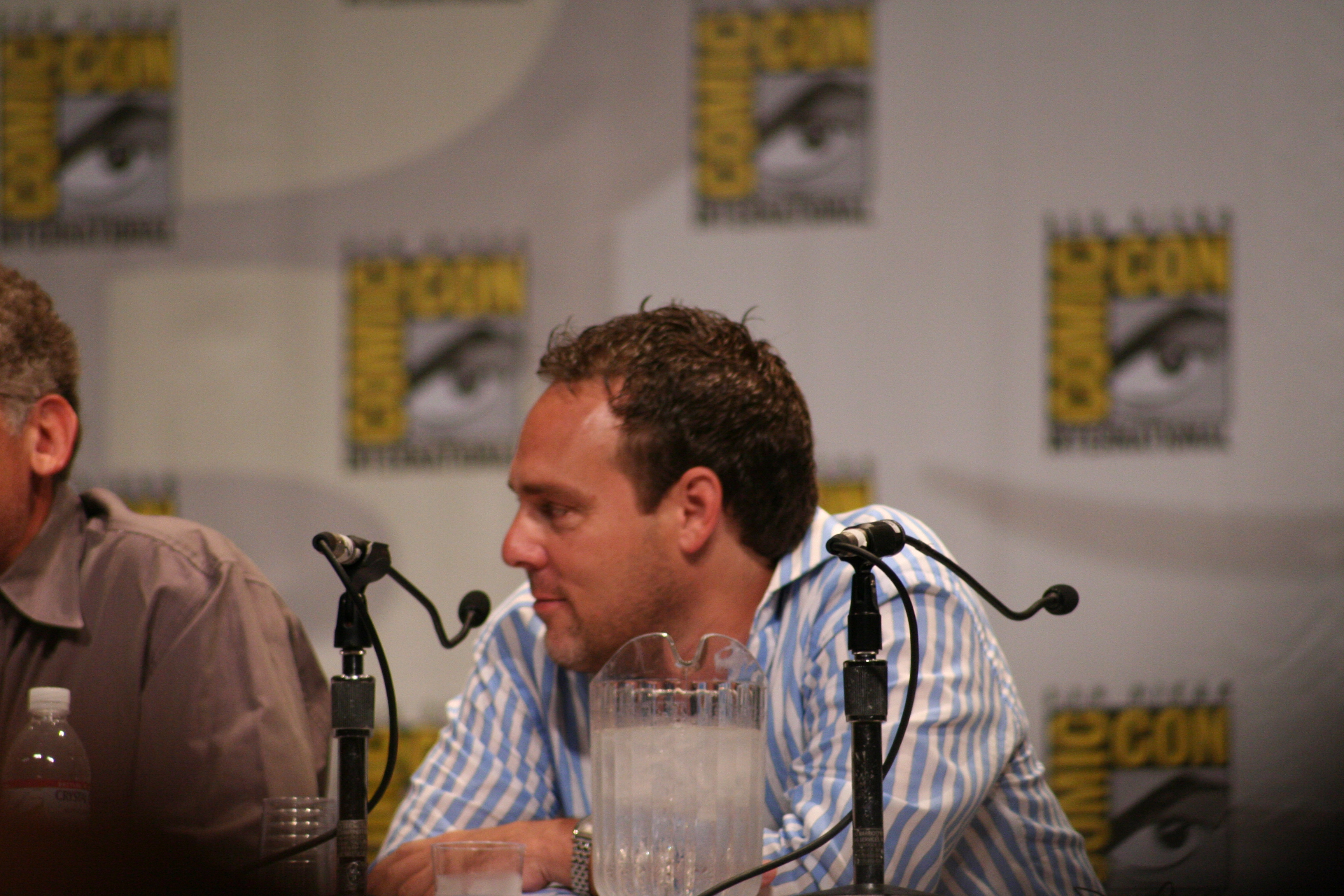
Bryan Burk en la Comic-Con del 2009.

| Año  | Película                                            | Productor | Productor ejecutivo | Notas |
| ---- | --------------------------------------------------- | --------- | ------------------- | ----- |
| 2008 | Cloverfield                                         | Sí        | No                  |       |
| 2009 | Star Trek                                           | No        | Sí                  |       |
| 2010 | Morning Glory                                       | Sí        | No                  |       |
| 2011 | Misión imposible: Protocolo fantasma                | Sí        | No                  |       |
| 2011 | Super 8                                             | Sí        | No                  |       |
| 2013 | Star Trek: en la oscuridad                          | Sí        | No                  |       |
| 2014 | Infinitamente oso polar                             | No        | Sí                  |       |
| 2015 | Star Wars: Episodio VII - El despertar de la Fuerza | Sí        | No                  |       |
| 2015 | Misión imposible: Nación secreta                    | Sí        | No                  |       |
| 2016 | Star Trek Beyond                                    | No        | Sí                  |       |
| 2016 | 10 Cloverfield Lane                                 | No        | Sí                  |       |
| 2018 | Mission: Impossible - Fallout                       | Sí        | No                  |       |

### Televisión
| Año           | Programa             | Productor | Productor Ejecutivo | Notas                                                 |
| ------------- | -------------------- | --------- | ------------------- | ----------------------------------------------------- |
| 1993          | Future Shock         | Sí        | No                  |                                                       |
| 2003 - 2006   | Alias                | Sí        | Sí                  | (39 episodios, 2005-2006) - (22 episodios, 2003-2004) |
| 2004 - 2008   | Lost                 | No        | Sí                  | (82 episodios, 2004-2008)                             |
| 2006 - 2007   | Six Degrees          | No        | Sí                  | (11 episodios, 2006-2007)                             |
| 2006 - 2007   | What About Brian     | Sí        | Sí                  | (10 episodios, 2006-2007) - (1 episodio, 2007)        |
| 2007 - 2008   | Lost: Missing Pieces | No        | Sí                  | (13 episodios, 2007-2008)                             |
| 2008          | Anatomy of Hope      | No        | Sí                  |                                                       |
| 2008          | Fringe               | No        | Sí                  | (4 episodios, 2008)                                   |
| 2011 - 2016   | Person of Interest   | No        | Sí                  |                                                       |
| 2012          | Revolution           | Sí        | No                  |                                                       |
| 2016          | 11.22.63             | No        | Sí                  |                                                       |
| 2016-presente | Westworld            | No        | Sí                  |                                                       |

### Agradecimientos
- The Yards (2000)
- Destination Lost (2005)
- Lost: The Journey (2005)
- Lost: A Tale of Survival (2006)
- Lost: Reckoning (2006)
- Lost: Revelation (2006)
- We Own the Night (2007)
- Lost: The Answers (2007)
- Lost Survivor Guide (2007)